# Regierungsrat (Thurgau)
Der Regierungsrat ist die Regierung des Kantons Thurgau. Er besteht aus fünf Mitgliedern (Regierungsräten), die jeweils ein Departement führen. Der Regierungsrat tagt in der Regel am Dienstag im Sitzungszimmer des kantonalen Regierungsgebäudes in Frauenfeld. Nach der Sitzung werden der Öffentlichkeit zugängliche Beschlüsse und Traktanden publiziert.
Die Mitglieder werden vom Volk im Majorzwahlverfahren gewählt. Die Amtsdauer beträgt vier Jahre. Der Regierungsrat veröffentlicht die Regierungsrichtlinien für die Legislaturperiode sowie jährlich den Geschäftsbericht und die Staatsrechnung.

## Geschichte
Der Thurgau, zuvor eine gemeine Herrschaft der Acht Alten Orte, wurde 1803 zum eigenständigen Kanton der Eidgenossenschaft. Der Grosse Rat wählte am 15. April 1803 aus seinen Mitgliedern die erste Regierung, den neunköpfigen Kleinen Rat. Für die Kontinuität sorgten darin Johannes Morell, bis dahin Präsident der Verwaltungskammer des Kantons, und Joseph Anderwert, zuvor Sekretär des Gerichtsherrenstandes. Zusammen mit dem Arzt und Naturforscher Johann Conrad Freyenmuth, der sich für die Staatsfinanzierung und das Strassennetz einsetzte, prägten sie ein Vierteljahrhundert lang die Thurgauer Politik.
In der von Pfarrer Thomas Bornhauser angeführten Regenerationsbewegung von 1830/31 gab sich der Thurgau eine neue Verfassung. Der Kleine Rat zählte jetzt sechs Mitglieder, und die Regierungsräte sassen nicht mehr gleichzeitig im Grossen Rat, also in der Legislative. Im paritätischen Kanton bildete die Exekutive verfassungsgemäss, wie bis dahin informell, das Verhältnis der Konfessionen ab, mit vier Sitzen für die Evangelischen und zwei Sitzen für die Katholiken. Die Verfassung wurde auf den 1. Juni 1831 in Kraft gesetzt; seither beginnt das thurgauische Amtsjahr an diesem Tag.
Die Demokratische Bewegung führte 1869 zu einer neuen Verfassung, mit einem vom Volk direkt gewählten fünfköpfigen Regierungsrat. Daran änderte sich auch bei der einzigen Totalrevision von 1987 nichts, nur die Departemente wurden 1991 neu gegliedert.

## Parteipolitische Zusammensetzung
Bis 1941 stellten die Freisinnigen, mit einem Vertreter der Bauern, die mit ihnen eine Fraktionsgemeinschaft bildeten, vier Regierungsräte, während die Katholisch-Konservativen mit ihrem Vertreter das ganze 20. Jahrhundert das Finanzdepartement hielten. 1941 kam August Roth als erster Sozialdemokrat in die Regierung, auf Kosten der FDP. Und die 1985 gegründete kantonale SVP nahm der FDP 1986 in einer Kampfwahl, derentwegen sich die traditionelle Fraktionsgemeinschaft auflöste, einen zweiten Sitz ab. Die Sitzverteilung im Regierungsrat – 2 SVP, 1 FDP, 1 CVP/Mitte, 1 SP – hat seither trotz einigen Kampfwahlen Bestand. 1996 schaffte die Sozialdemokratin Vreni Schawalder als erste Frau die Wahl, 2015 bis 2022 stellten drei Frauen die absolute Mehrheit in der Regierung.

## Aktuelle Besetzung
| Departement                                       | Name               | Partei    | Regierungsrat seit             |
| ------------------------------------------------- | ------------------ | --------- | ------------------------------ |
| Departement für Erziehung und Kultur (DEK)        | Denise Neuweiler   | SVP       | 1. Juni 2024                   |
| Departement für Justiz und Sicherheit (DJS)       | Sonja Wiesmann (†) | SP        | 1. Juni 2024 – 23. Januar 2025 |
| Departement für Inneres und Volkswirtschaft (DIV) | Walter Schönholzer | FDP       | 1. Juni 2016                   |
| Departement für Finanzen und Soziales (DFS)       | Urs Martin         | SVP       | 1. Juni 2020                   |
| Departement für Bau und Umwelt (DBU)              | Dominik Diezi      | Die Mitte | 1. Juni 2022                   |

## Departemente
Die Mitglieder des Regierungsrates leiten jeweils eines der folgenden Departemente:
- Departement für Inneres und Volkswirtschaft (DIV)
- Departement für Erziehung und Kultur (DEK)
- Departement für Justiz und Sicherheit (DJS)
- Departement für Bau und Umwelt (DBU)
- Departement für Finanzen und Soziales (DFS)